# Thereva marginula
Thereva marginula är en tvåvingeart som beskrevs av Johann Wilhelm Meigen 1820. Thereva marginula ingår i släktet Thereva och familjen stilettflugor. Arten är reproducerande i Sverige. Inga underarter finns listade i Catalogue of Life.